# Heinrich Dickhut
Heinrich Dickhut (* 16. Dezember 1890 in Arsten; † 1. Mai 1972), auch Hinrich Dickhut, war ein Bremer Kommunalpolitiker (SPD). 
Heinrich Dickhut wurde von 1905 bis 1908 zum Dachdecker ausgebildet und trat 1909 in die SPD ein. Er gehörte ab 1921 dem Gemeinderat der damals noch selbstständigen Landgemeinde Arsten an. 1933 zog er sich aus dem politischen Leben zurück. 
1945 wurde er zunächst kommissarisch zum Amtsvorsteher von Arsten, das inzwischen ein Ortsteil von Bremen war, ernannt und ab 1946 als Ortsamtsleiter für das neu gebildete Ortsamt Arsten bestätigt. Ab 1956 war er auch für den benachbarten Ortsteil Habenhausen zuständig. An seinem 70. Geburtstag im Jahr 1960 war er der älteste Ortsamtsleiter Bremens.
Heinrich Dickhut blieb der einzige Ortsamtsleiter von Arsten. Am 1. Oktober 1962 wurde aus Arsten, Habenhausen und weiteren Gebieten der neue Stadtteil Obervieland gebildet. In der Übergangszeit führte Dickhut die Geschäfte weiter. Ab 1. Januar 1963 leitete sein Nachfolger Albert Müller das neue Ortsamt Obervieland.
Sein Sohn Johann Dickhut war von 1963 bis 1975 für die SPD Mitglied der Bremischen Bürgerschaft. 